# Profiled
Profiled – album z wywiadami angielskiego zespołu rockowego Led Zeppelin wydany w 1990 przez Atlantic Records. Był przeznaczony jedynie w celu promocji wydanej niedługo wcześniej Led Zeppelin Boxed Set. W 1992 weszła w skład edycji specjalnej zestawu Led Zeppelin Remasters.

## Lista
- 1. "Led Zeppelin Profile" - kompilacja fragmentów wywiadów i utworów.
- 2-8. "Station Liners" - krótkie fragmenty wywiadów emitowane jako spoty w radiu lub telewizji (np. "I'm Jimmy Page, and I'm ready to rock.")
- 9-20. "Interview: Jimmy Page"
 - wywiad z Page'em
- 21-32. "Interview: Robert Plant"
 - wywiad z Plantem
- 33-43. "Interview: John Paul Jones"
 - wywiad z Jonesem

## Dodatkowe informacje
Numer katalogowy: Atlantic PRCD36292